# Zez Confrey
Zez Confrey   (Peru, 3 d'abril de 1895 - Lakewood, 22 de novembre de 1971) Edward Elzear "Zez" Confrey va ser un compositor i intèrpret nord-americà de música de piano d'estil ragtime i novetat. Va escriure més d'un centenar d'obres per a piano, així com òperes i cançons en miniatura, i ha enregistrat nombroses obres en rotlles de piano i discos.

## Biografia
Confrey va rebre classes privades de piano i va estudiar al "Chicago Musical College", on es va familiaritzar amb l'obra dels impressionistes francesos. El seu enfocament harmònic va influir en les seves pròpies interpretacions i composicions, que el seu germà James J. Confrey, que era organista, el va animar a fer. El 1915 va treballar com a pianista de demostració a la botiga de Chicago de Harry von Tilzer.
Després de completar el seu servei militar a la Primera Guerra Mundial, va ser emprat com a pianista i arranjador per la QRS Piano Roll Company. Un dels seus primers enregistraments amb piano roll va ser la seva composició The Pets. Una estada a casa de la seva àvia, durant la qual va sentir un gat córrer pel piano, va inspirar el seu drap de novetat Kitten on the Keys, que es va publicar el 1921 (i que també va gravar en disc el mateix any). La peça, en la qual va demanar als intèrprets que toquessin en grups, va vendre més d'un milió de còpies i va influir en altres compositors.
Confrey va continuar tenint un gran èxit els anys següents amb les seves composicions Stumbling (1921), You Tell'em Ivories (1921), Coaxing the Piano (1922), Dizzy Fingers (1923) i Nickel in the Slot (1923). També va aparèixer públicament com a pianista: va presentar les seves pròpies obres al costat de George Gershwin al mític concert "Experiment in Modern Music", que va tenir lloc el 12 de febrer de 1924 a la Sala Eòlica. El mateix any es va traslladar a la Companyia AMPICO com a pianista, que venia rotlles de piano per a instruments Mason & Hamlin i Chickering. A la dècada de 1930 va escriure cada cop més per a orquestres de jazz i d'entreteniment. En els últims anys de la seva vida va patir la malaltia de Parkinson.

## Catàleg d'obres
Per a piano tret que s'indiqui el contrari.
- My Pet (1921)
- Kitten on the Keys (1921)
- You Tell 'em Ivories (1921)
- Poor Buttermilk (1921)
- Greenwich Witch (1921)
- Stumbling (1922)
- Coaxing the Piano (1922)
- Dumbell (1922)
- Tricks (1922)
- By the Saphire Sea – Lied (1922)
- Nickel in the Slot (1923)
- Dizzy Fingers (1923)
- Three Little Oddities (1923) (for piano or violin and piano)
  - Impromptu
  - Romanza
  - Novelette
- African Suite (1924)
  - High Hattin
  - Kinda Careless
  - Mississippi Shivers
- Anticipation (1924)
- Charleston Chuckles (1925)
- Fantasy – Jazz Arrangement (1925)
- Humorestless (1925)
- Flower Song (1925)
- Spring Song (1925)
- Home Sweet Home (1925)
- Melody in F (1925)
- Träumerei (1925)
- Fantasy – Classical (1926)
- Jay Walk (1927)
- Jack in the Box (1927)
- Walse Mirage (1927)
- Sparkling Waters (1928)
- Concert Etude (1929)
- Heaven’s Garden (1931)
- Moods of a New Yorker (1932)
- Buffoon (1932)
- Champagne (1932)
- Desert Dance (1932)
- In the South of France (1932)
- Indian Prayer (1932)
- Phantom Cadets (1932)
- Wistfullness (1932)
- Grandfather’s Clock (1933)
- Sittin' on a Log Pettin' My Dog (1933)
- Smart Alec (1933)
- Giddy Ditty (1935)
- Rhythm Venture (1935)
- Arabian Maid (1935)
- A Heart Like the Ocean (1935)
- Lullaby from Mars (1935)
- Mouses’ Hooves (1935)
- Tin Pan Symphony (1935)
- The Birds’ Carnival (1935)
- Blue Tornado (1935)
- Rag Doll Dimples (1935)
- Audacity (1936)
- Meandering (1936)
- Tap Dance of the Chimes (1936)
- Ultra-Ultra (1936)
- Oriental Fantasy (1936)
- Home-Run on the Keys (1936)
- Midsummer’s Nightmare (1936)
- Motif du concert (1936)
- Wise Cracker Suite (1936)
  - Yokel Opus
  - Mighty Lackawanna
  - The Sheriff’s Lament
- Sugar Dance (1936)
- Sunshine from the Fingers (1936)
- Sport Model Encore (1937)
- The Hobble De Hoy (1938)
- Della Robbia (1938)
- That Old Piano Roll Band (1943)
- Dancing Shadow (1944)
- Elihu’s Harmonica (1944)
- Parade of the Jumping Beans (1944)
- Pickle Pepper Polka (1944)
- Tune For Mademoiselle (1944)
- Amazonia (1945)
- Butterfly (1945)
- Flutter By, Butterfly (1945)
- Rag Doll Carnival (1945)
- Four Candy Pieces (1949)
- Song of Thanksgiving (1952)
- Four Circus Pieces (1959)
- Fourth Dimension (1959)